# Montacutidae
Montacutidae zijn een familie van tweekleppigen uit de superorde Imparidentia.

## Geslachten
- Altenaeum
- Anisodevonia
- Barrimysia
- Brachiomya
- Callomysia
- Calvitium
- Conchentopyx
- Coracuta
- Curvemysella
- Devonia
- Draculamya
- Entovalva
- Eolepton
- Epilepton
- Fronsella
- Jousseaumia
- Kelliola
- Kelliopsis
- Koreamya
- Kurtiella
- Litigiella
- Mancikellia
- Montacuta
- Montacutella
- Montacutona
- Montaguia
- Mysella
- Nipponomontacuta
- Planktomya
- Ptilomyax
- Soyokellia
- Sphaerumbonella
- Syssitomya
- Tellimya
- Thecodonta